# Cosmetura
Cosmetura is een geslacht van rechtvleugeligen uit de familie sabelsprinkhanen (Tettigoniidae). De wetenschappelijke naam van dit geslacht is voor het eerst geldig gepubliceerd in 1983 door Yamasaki.

## Soorten
Het geslacht Cosmetura omvat de volgende soorten:
- Cosmetura amamiensis Kano & Tominaga, 1988
- Cosmetura bivittata Mu, He & Wang, 2000
- Cosmetura fenestrata Yamasaki, 1983
- Cosmetura ficifolia Yamasaki, 1983
- Cosmetura jejuensis Storozhenko, 2009
- Cosmetura mikuraensis Kano & Tominaga, 1988